# Jørn Sørensen
Jørn Sørensen (ur. 17 października 1936 w Tårs) – piłkarz duński grający na pozycji pomocnika. W swojej karierze rozegrał 31 meczów i strzelił 6 goli w reprezentacji Danii.

## Kariera klubowa
Swoją karierę piłkarską Sørensen rozpoczął w klubie Kjøbenhavns Boldklub. W 1956 roku zadebiutował w nim w duńskiej lidze. Grał w nim do 1961 roku.
Latem 1961 roku Sørensen przeszedł do FC Metz. W 1964 roku odszedł do szkockiego Greenock Morton. Spędził w nim sezon. W sezonie 1965/1966 był zawodnikiem Rangers. Zdobył z nim Puchar Szkocji. W 1966 roku trafił do AC Bellinzona i grał w nim do końca swojej kariery, czyli do 1973 roku.

## Kariera reprezentacyjna
W reprezentacji Danii Sørensen zadebiutował 15 maja 1958 roku w wygranym 3:2 towarzyskim meczu z Antylami Holenderskimi, rozegranym w Aarhus. W 1960 roku zdobył srebrny medal Igrzyskach Olimpijskich w Rzymie. W kadrze narodowej od 1958 do 1961 roku rozegrał 31 spotkań i zdobył 6 bramek.